# Вилейское водохранилище
Вилейское водохранилище (бел. Вілейскае вадасховішча) — водохранилище в составе Вилейско-Минской водной системы, самое крупное в Беларуси.

## Описание
Вилейское водохранилище является самым крупным искусственным водоёмом Беларуси, уступая по величине только крупнейшему естественному водоёму — озеру Нарочь.

## История
Строительство Вилейского водохранилища было начато в 1968 году. Основанием для начала строительства была необходимость увеличения объема водоснабжения Минска, для чего требовалось перебросить часть стока более полноводных рек Беларуси в реку Свислочь. Среди других вариантов сооружение Вилейско-Минской водной системы оказалось наиболее выгодным по экономическим и другим (например, качество воды) параметрам. Одновременно со строительством Вилейского водохранилища сооружался водный канал, по которому сейчас воды Вилии перебрасываются в Свислочь, поднимаясь при этом на уровень более 70 метров с помощью нескольких гидронасосных станций. Перекрытие реки Вилии было осуществлено в 1973 году, а в начале 1975 года воды Вилейского водохранилища направились по каналу к столице. Ежегодный сброс воды составляет в среднем 575 млн тонн.
В октябре 1995 года было начато строительство, а в апреле 1998 года введена в эксплуатацию первая очередь Вилейской ГЭС с подключением в энергосистему «Минскэнерго». В апреле 2002 года введена вторая очередь. Общая установленная мощность ГЭС составляет 1000 кВт. За год вырабатывается 7,5 млн кВт электроэнергии.